# Köln
Köln (helyi nyelvjárás szerint: Kölle, az ókorban: Colonia Agrippina, franciául és angolul: Cologne, hollandul: Keulen, régi magyar neve: Kolonya) Németország negyedik legnagyobb városa (Berlin, Hamburg és München után); az Észak-Rajna-Vesztfália szövetségi tartomány legnagyobb városa. 
A Rajnán fekvő város történelme a római kori településre nyúlik vissza, és több mint 2000 éves történelmével Németország egyik legrégebbi városa. A Rajna mentén terül el, a híres kölni dóm a kölni érsek székhelye. Egyeteme egyike Európa legrégebbi univerzitásainak. Ma a Rajna-vidék gazdasági, kulturális és történelmi központja. A kölni egyetemnek és más felsőoktatási intézményeknek összesen több mint 85 ezer hallgató van. Elhelyezkedése a Rajnán, a legfontosabb német folyón, valamint a fontos kereskedelmi útvonalak kereszteződésében teszi Kölnt is első rendű európai közlekedési csomóponttá. A város New Yorkkal egyetemben a nemzetközi műkereskedelem egyik fő központja.
A középkorban a Kelet-és Nyugat-Európa közötti legfontosabb fő kereskedelmi útvonalak haladtak át a városon. Köln a középkori és a reneszánsz időkben a Hanza-városok egyik vezető tagja volt, és az Alpoktól északra fekvő legnagyobb városok egyike volt. A város számos megszállást élt meg, a franciák és a britek részéről (1918–1926). Köln a második világháború idején Németország egyik legtöbbet bombázott városa volt, és szinte az egész város elpusztult. A lehető legtöbb történelmi épület helyreállítása érdekében a háború utáni sikeres helyreállítás nagyon eltérő és egyedi végeredményeket eredményezett.
Több mint 175 ezer fős idegen származású lakosságával, a város sok kultúra olvasztótégelye. Itt található Németország egyik legnagyobb török közössége, és számos iszlám szervezet székhelye is.
Németország jelentős médiaközpontja; számos rádió- és tv-csatorna, például a Westdeutscher Rundfunk, az RTL, a VOX székhelye, a Pro7 és a Sat.1 is gyárt itt műsorokat.

## Címere
A három korona a napkeleti bölcsek szimbóluma. A 11 fekete láng a 16. században került bele. A pajzs vörös-fehér, a Hanza-szövetség színei.

## Nevének eredete
A Köln név a római császárnő, az ifjabb Agrippina – aki Claudius felesége volt és a Rajna mellett, 15-ben (vagy 16-ban) született – tiszteletére Colonia Claudia Ara Agrippinensiumnak (CCAA) nevezett városnév első, gyarmattelep(ülés) jelentésű tagjából ered. A római időkben Germania Inferior Provincia székhelye volt. Neve később Coloniára rövidült, majd az évszázadok során volt „Coellen”, „Cöllen”, „Cölln” és „Cöln” is, míg végül kialakult a mai alakja.

## Fekvése
Köln a Rajna folyó két partján fekszik, Bonntól 30 km-re északra és Düsseldorftól 40 km-re délre. Területe 405,15 km2, a Rajna bal partján 230,25 km2, a jobbon 174,87 km2. A szomszédos Bonn, Hürth, Leverkusen és Bergisch Gladbach városokkal együtt a nagyjából 3 milliós Köln/Bonn Régió központja.
Legmagasabb pontja Königsforstban (118 m), míg a legalacsonyabb Worringer Bruchban van (37,5 m).

## Éghajlata
Köln a kontinentális és az óceáni éghajlat határán helyezkedik el. Az évi csapadék mennyisége 840 mm körüli.
| Hónap                          | Jan. | Feb. | Már. | Ápr. | Máj. | Jún. | Júl. | Aug. | Szep. | Okt. | Nov. | Dec. | Év   |
| ------------------------------ | ---- | ---- | ---- | ---- | ---- | ---- | ---- | ---- | ----- | ---- | ---- | ---- | ---- |
| Átlagos max. hőmérséklet (°C)  | 5,4  | 6,7  | 10,9 | 15,1 | 19,3 | 21,9 | 24,4 | 24,0 | 19,9  | 15,1 | 9,5  | 5,9  | 14,9 |
| Átlagos min. hőmérséklet (°C)  | −0,6 | −0,7 | 2,0  | 4,2  | 8,1  | 11,0 | 13,2 | 12,6 | 9,8   | 6,7  | 3,1  | 0,4  | 5,9  |
| Átl. csapadékmennyiség (mm)    | 62   | 54   | 65   | 54   | 72   | 91   | 86   | 75   | 75    | 67   | 67   | 71   | 839  |
| Havi napsütéses órák száma     | 54   | 79   | 120  | 167  | 193  | 194  | 210  | 194  | 142   | 109  | 61   | 45   | 1568 |
| Forrás: Deutscher Wetterdienst |      |      |      |      |      |      |      |      |       |      |      |      |      |

## Története

Köln a római korban

### Ókor

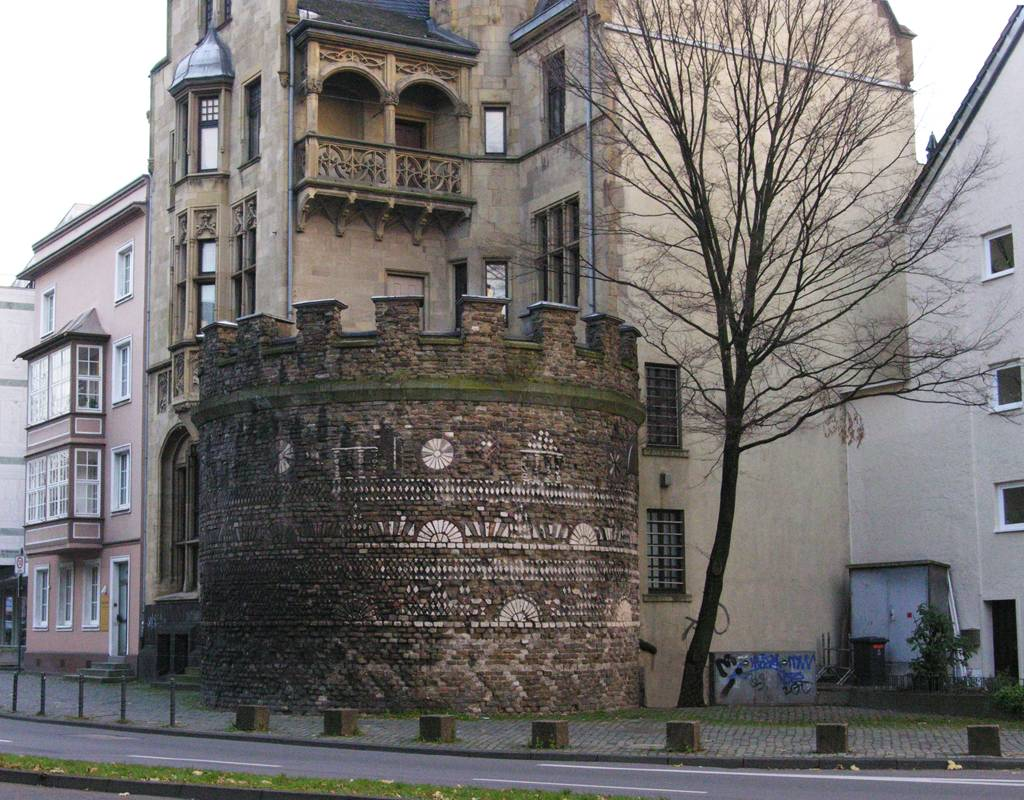
Római torony

A mai Köln helyén az első települést a germánok alapították, majd 50-ben lett római város Colonia Claudia Ara Agrippinensium néven. 310-ben Nagy Konstantin császár hidat építtetett a Rajnán. Első ismert püspökét 313-ban választották meg, 785 óta érseki székhely.

### Középkor
A kora középkorban Köln jelentős város volt. 455-ben a frankok foglalták el. A 6. és a 8. század között honosodott meg a frank és a latin írás. A Merovingok után Köln tartományi székhely, a Karoling-időkben püspöki majd érseki székhely volt.
II. Ottó alatt Köln nagy szerepet játszott abban, hogy a Német-római Birodalom közeledjen a Bizánci Császársághoz. 1164-ben Rainald von Dassel érsek Milánó felé menő zarándokutat jelölt ki.
Köln a középkorban a Birodalom legnagyobb városa volt. Az okmányok szerint 1180-ban kezdték el építeni a városi falat 12 kapuval és 52 toronnyal, amelyet 1225-ben fejeztek be.
A 12. században Jeruzsálem, Konstantinápoly és Róma mellett Köln is használhatja a nevében a „Sancta" szót. „Sancta Colonia Dei Gratia Romanae Ecclesiae Fidelis Filia“. 1248-ban kezdték el építeni a kölni dómot.
A Német-római Birodalom idején a kölni érsek a hét választófejedelem egyike volt, bár 1288-tól kezdve Bonnban volt a székhelye. 1259-ben árumegállító jogot nyert a város. A kölni érsek és az arisztokraták hosszú évekig hadakoztak, míg 1288-ban Worringennél megütköztek. Az érsek hadserege alulmaradt Köln grófi és polgársági csapatával szemben. Ekkor költözött az érsek Bonnba.
A Kölni Egyetemet 1388-ban alapították. A város a Hanza-szövetség tagja volt, és 1475-ben lett szabad császári város. A középkorban zarándokhellyé is vált mint a három királyok, illetve Szent Orsolya és Nagy Szent Albert ereklyéinek őrzőhelye.
1396-ban forradalom tört ki az arisztokratauralom ellen. A város ekkor alkotmányt fogadott el. Június 18-án Konstantin von Lyskirchen elfoglalta és visszaállította a hajdani arisztokrata-uralmat. Hat nappal később összeült egy 48 tagú, ideiglenes tanács. 1475-ben Köln szabad birodalmi város lett.
1500-tól Köln az Alsórajna-Vesztfália körzet része lett. 1582-ben a kölni érsek, Gebhard Truchsess von Waldburg szakított a katolikus egyházzal és elvette a protestáns apátasszonyt, Agnes von Mansfeldet. XIII. Gergely pápa nem sokkal ezután kiátkozta, majd a megbízható Ernst von Bayernt ültette a helyébe. A következő évben kirobban kölni háború öt évig tartott, annak során elpusztult Bonn, Deutz és Neuss is.

### Újkor
A francia hadsereg 1794. október 6-án elfoglalta a várost. Köln harc nélkül adta meg magát a Jean-Etienne Championnet vezette Rajnai hadsereg balszárnyának. 1798-ban létrehozták Département de la Roer közigazgatási területet, aminek Aachen lett a központja. Ennek a része lett Köln is. A kölni polgárok a francia forradalmi hadsereget felszabadítóként üdvözölték és a Neumarkton Szabadságfát állítottak tiszteletükre. Ezután a zsidó és a protestáns vallásokat egyenrangúnak minősítették a katolikussal. 1815-ben a bécsi kongresszus Poroszországhoz csatolta. A katolikus kölniek és a protestáns poroszok közötti ellentétek gyakran kiéleződtek, és a lakosság körében erős poroszellenességhez vezettek. Kölnben érvényben maradtak a Code Napoléonban lejegyzett törvények. 
1880-ban a király rendeletére a dómot bezárták és megkezdték a restaurálását. 

### 20. század

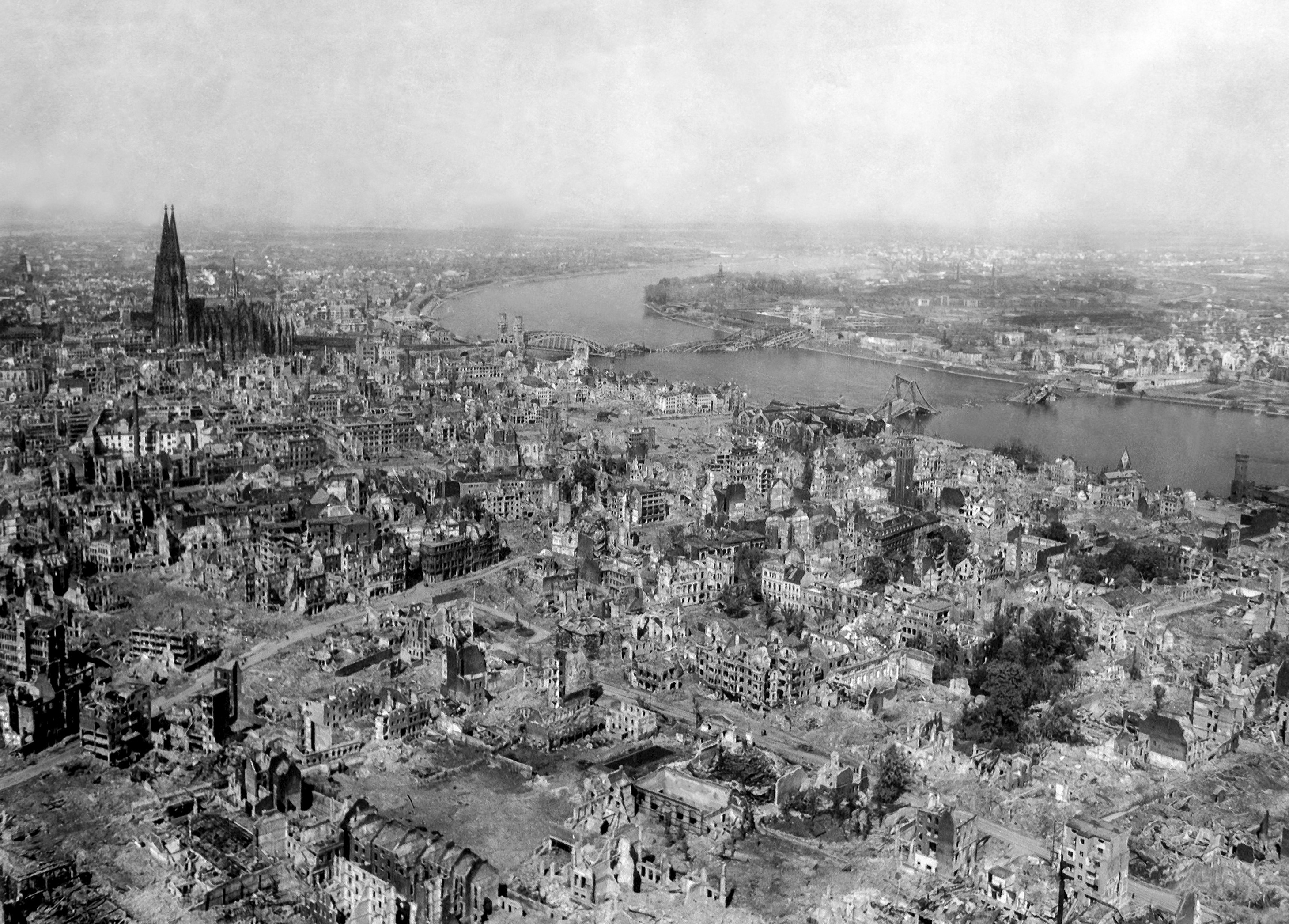
Köln 1945-ben

A porosz belügyminiszter 1900-ban rendeletet hozott, miszerint a város nevét C-vel kötelező írni. Az első világháború után, 1919-ben Konrad Adenauer (1917–1933) polgármester (a későbbi kancellár) kihirdette, hogy ismét K-val kell írni.
Az első világháború után a város – a versailles-i békeszerződés alapján – brit megszállás alá került, 1926-ig. A második világháború alatt Köln 262 szövetséges légitámadást élt át, ezek mintegy 20 000 civil áldozatot követeltek. 1942. május 31. éjszakáján az „Operation Millennium" volt a Brit Királyi Légierő első világháborús bevetése, több mint 1000 bombázóval. A háború folyamán a város zsidó populációja nagy része a holokauszt áldozatává vált. Köln lakossága zömmel vidékre menekült, így csak 1959-re érte el újra a háború előtti szintet. 1975-ben Köln a közigazgatási reform következtében Németország negyedik legnagyobb városa lett. 1976-ban Wesseling kivált, ezzel Köln népessége egymillió alá esett. 

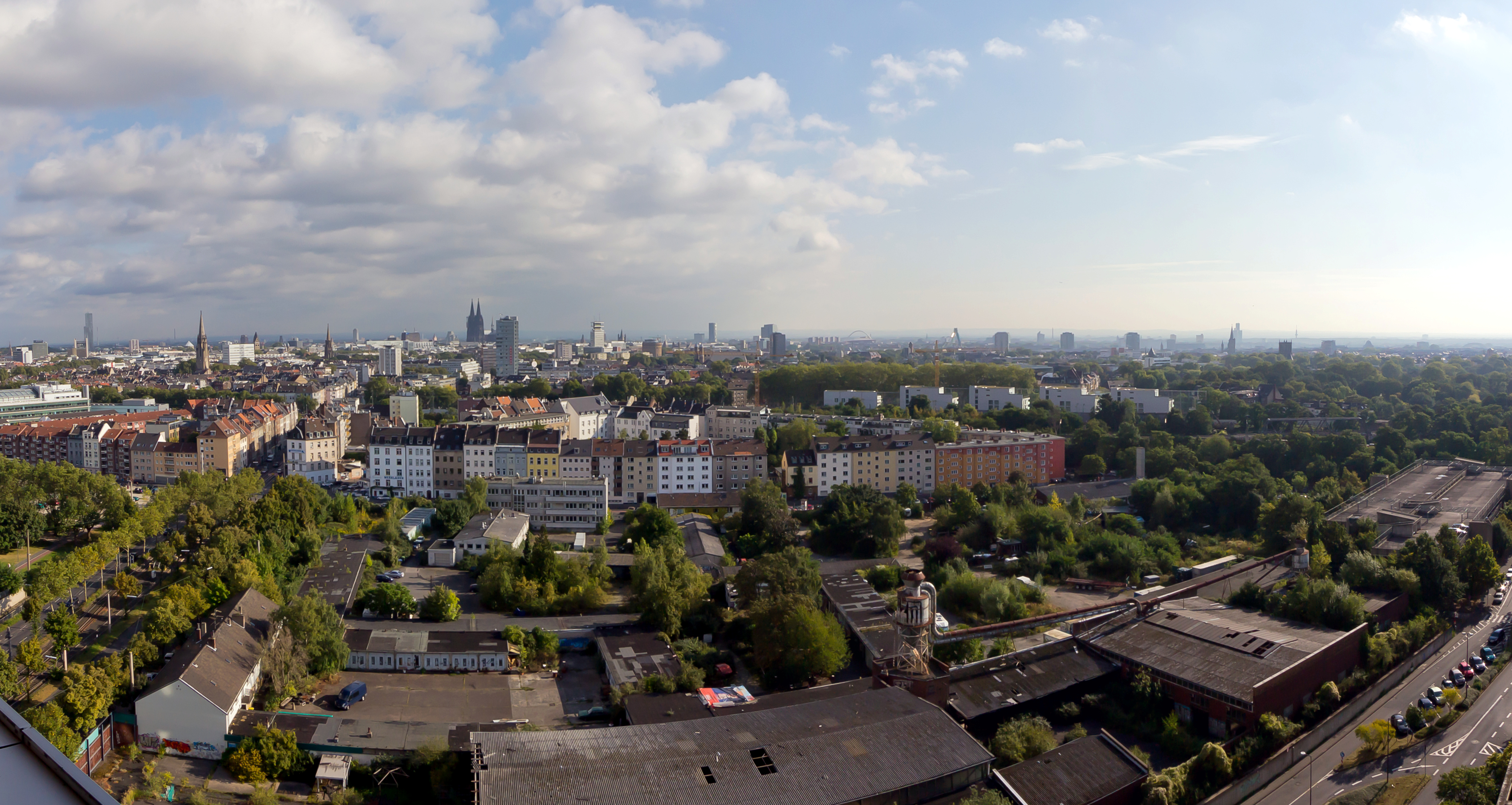
Mai városkép

### 21. század
2009. március 3-án a városi levéltár és két szomszédos lakóépület összedőlt. Az emberi áldozatokon kívül a várostörténeti kár is felbecsülhetetlen.

## Közigazgatás

Köln közigazgatási területei

Köln 86 városrészre oszlik, amelyek 9 kerületet alkotnak:
- Belváros (1. kerület): Altstadt-Nord, Altstadt-Süd, Neustadt-Nord, Neustadt-Süd, Deutz
- Rodenkirchen (2. kerület): Bayenthal, Godorf, Hahnwald, Immendorf, Marienburg, Meschenich, Raderberg, Raderthal, Rodenkirchen, Rondorf, Sürth, Weiß, Zollstock
- Lindenthal (3. kerület): Braunsfeld, Junkersdorf, Klettenberg, Lindenthal, Lövenich, Müngersdorf, Sülz, Weiden, Widdersdorf
- Ehrenfeld (4. kerület): Bickendorf, Bocklemünd/Mengenich, Ehrenfeld, Neuehrenfeld, Ossendorf, Vogelsang
- Nippes (5. kerület): Bilderstöckchen, Longerich, Mauenheim, Niehl, Nippes, Riehl, Weidenpesch
- Chorweiler (6. kerület): Blumenberg, Chorweiler, Esch/Auweiler, Fühlingen, Heimersdorf, Lindweiler, Merkenich, Pesch, Roggendorf/Thenhoven, Seeberg, Volkhoven/Weiler, Worringen
- Porz (7. kerület): Eil, Elsdorf, Ensen, Finkenberg, Gremberghoven, Grengel, Langel, Libur, Lind, Poll, Porz, Urbach, Wahn, Wahnheide, Westhoven, Zündorf
- Kalk (8. kerület): Brück, Höhenberg, Humboldt/Gremberg, Kalk, Merheim, Neubrück, Ostheim, Rath/Heumar, Vingst
- Mülheim (9. kerület): Buchforst, Buchheim, Dellbrück, Dünnwald, Flittard, Höhenhaus, Holweide, Mülheim, Stammheim

A lakosság 63,4%-a a Rajna bal partján lakik (2006).

## Sportélete

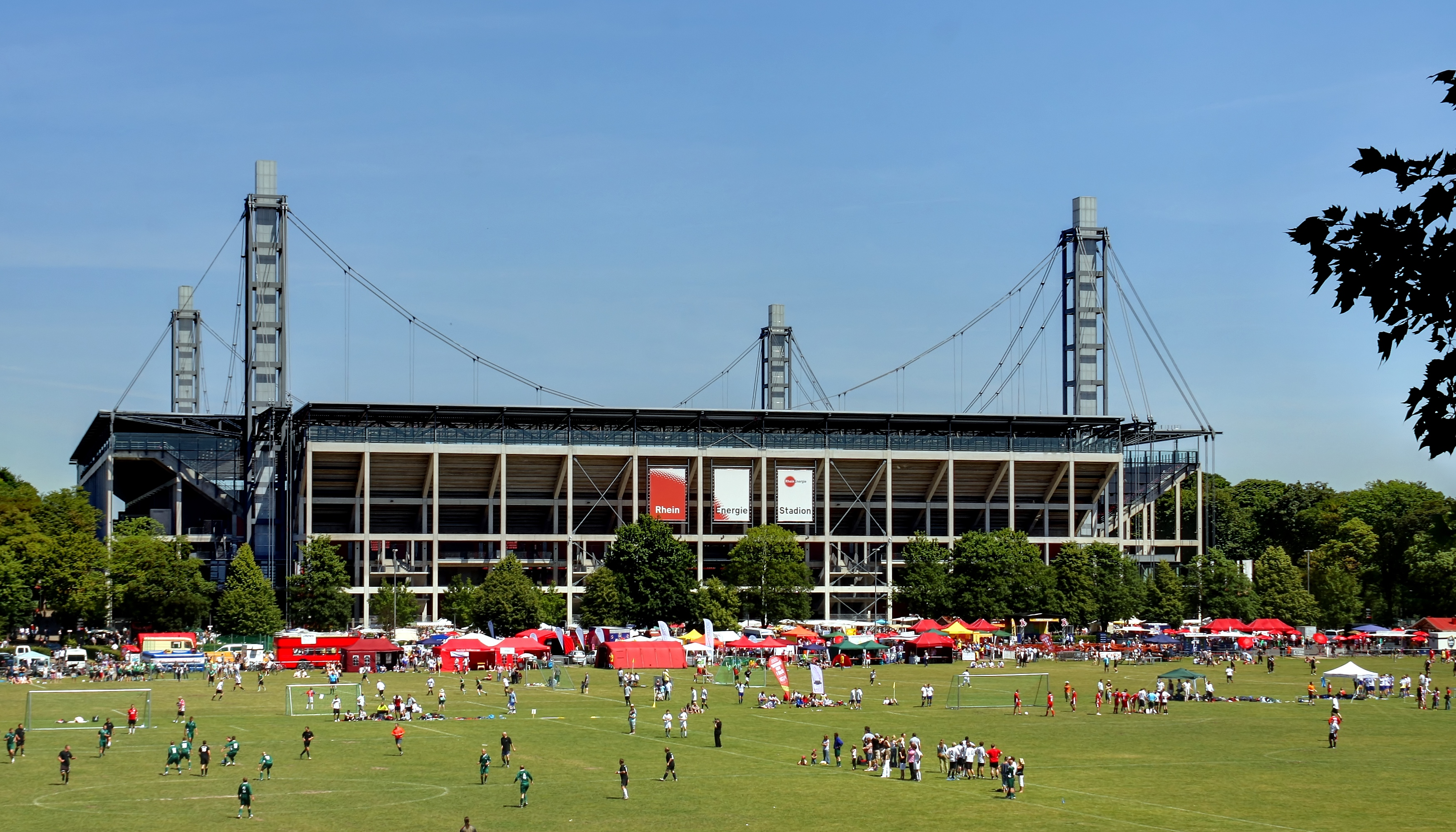
A Rheinenergiestadion déli oldala

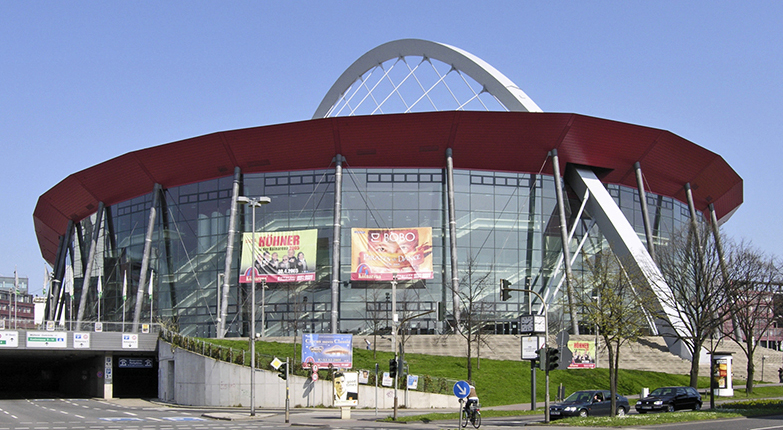
A Lanxess Arena (2005) Deutz városrészben

A város nevezetes labdarúgócsapata az 1948-ban létrejött 1. FC Köln.

## Vallás

### Katolikusok

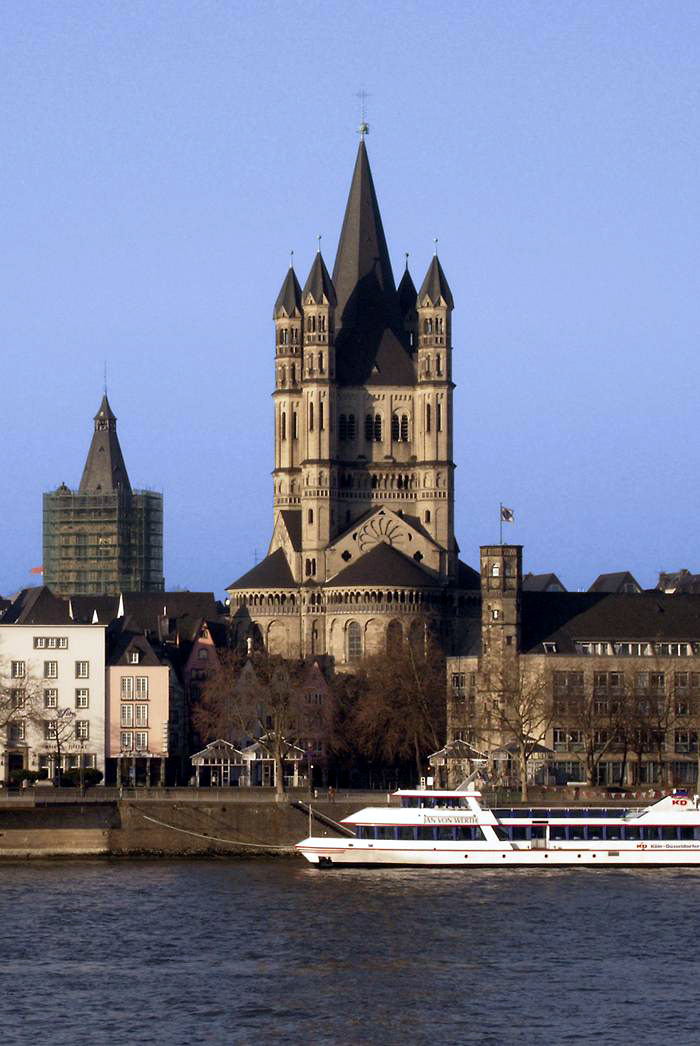
Nagy Szent Márton-templom

313-ban Köln püspökség lett, majd Nagy Károly uralkodásakor kinevezték a város első érsekét. A kölni érsek volt a Német-római Birodalom egyik választófejedelme. A franciák megérkezésekor lett szabad a vallásgyakorlat a protestánsok számára. 1802-ben a kölni érsek visszatért, mivel Aachen püspöki város lett. Ma a lakosság fele katolikus. A város egyházközösségei a következők: Köln-közép, Dünnwald, Ehrenfeld, Lindenthal, Mülheim, Nippes, Porz, Rodenkirchen és Worringen.
A katolikus egyház számos iskolát és szociális otthont működtet. 2005-ben XVI. Benedek pápa Kölnbe látogatott.

### Szerzetesek
A városban több szerzetesrend is működik:
- Domonkos-rend
- Ferences rend
- Kölni alexiánusok
- Jezsuiták
- Karmeliták
- Szent Orsolya-rend

### Szentek
A városban számos szent élt és munkálkodott: Gáspár, Menyhért, Boldizsár, Maternus, Severin, Szent Orsolya, Karthauzi Szent Brúnó, Albertus Magnus.
További ismert személyek: Adolph Kolping, Gereon, Gero, Irmgard, Szent Pantaleon, Duns Scotus, Edith Stein, Engelbert von Berg, Richeza, Plektrudis.

### Evangélikusok
A protestánsok komoly erőt képeznek a város vallási összetételében. Történetük 1525-ben kezdődött. Ekkor Adolf Clarenbach prédikátor hirdette a lutheri tanokat, amiért eretnekként máglyán megégették. 1580-ban német, majd holland és francia protestáns közösség is alakult.
A francia megszálláskor két protestáns közösség működött, a református és az evangélikus. Az istentiszteletet mindkét közösség az Antoniterkirchében tartotta.

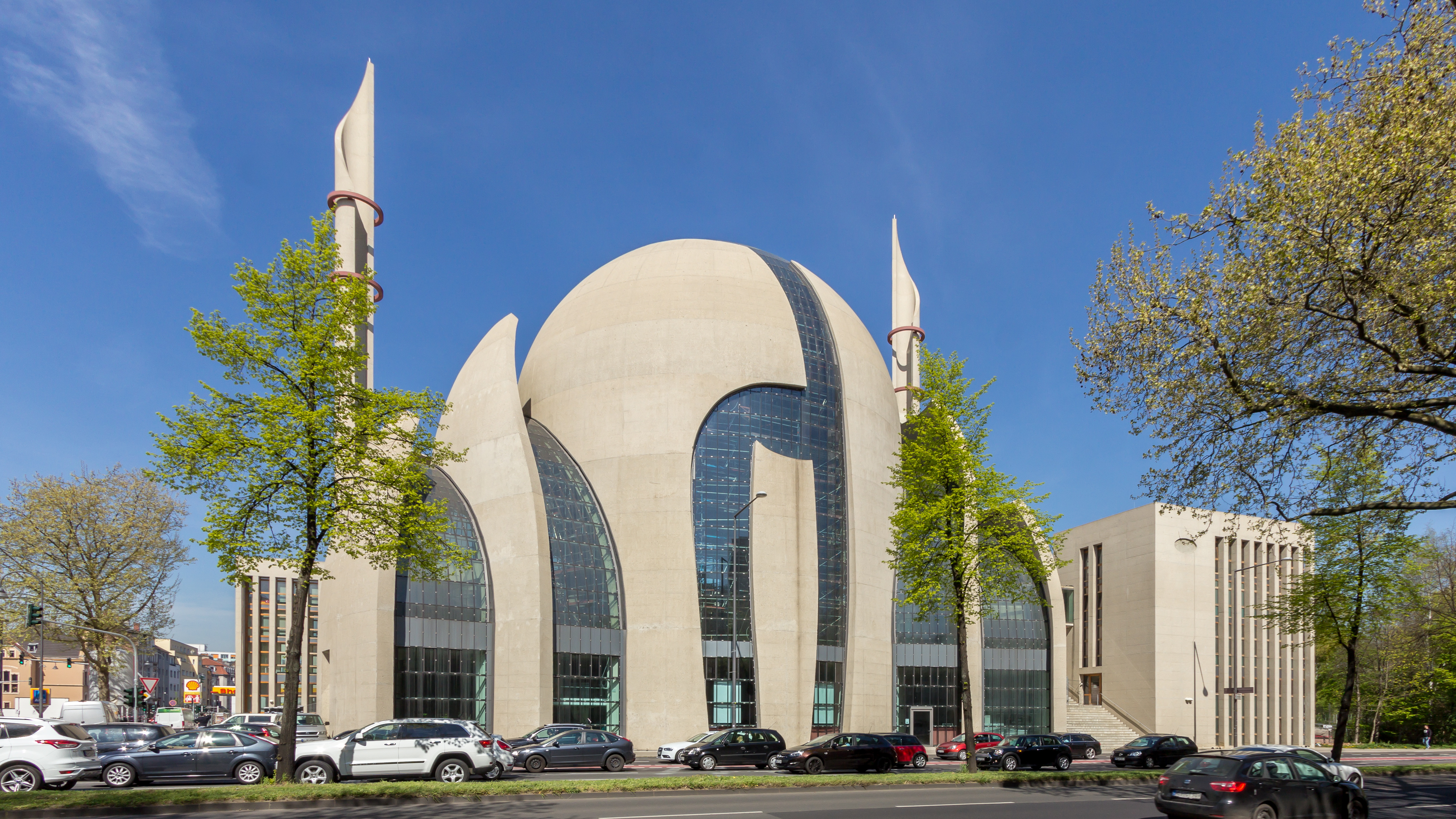
A Kölni Központi Mecset 2015 áprilisában

### Zsidók
Nagy Konstantin dekrétuma 321-ben Kölnt a legrégibb zsidó közösséggel rendelkező településként említette, az Alpoktól északra. Az első zsidó negyed a mai városháza területén létesült a Nyugat-római Birodalom idején.
A középkorban a kölniek kiüldözték a zsidókat, mivel őket okolták a pestisért, illetve ekkor zajlottak a keresztes hadjáratok. A zsidók új közösséget hoztak létre a Rajna jobb partján.

### Muszlimok
Kölnben jelentős és egyre növekvő számú muszlim közösség él. A kölni központi mecset 4500 m2, és 2000–4000 mohamedán hívő befogadására alkalmas.

## Közlekedés
A város délkeleti részén található a Flughafen Köln/Bonn „Konrad Adenauer“, amely 1994 óta viseli Konrad Adenauer nevét. Ez a UPS európai központja és a diszkont légitársaságok egyik legnagyobb csomópontja. Összesen 38 ország 139 úticélja érhető el innen. 2004-ben teherszállításban a második, személyszállításban a hetedik legforgalmasabb német repülőtér.

### Vasúti közlekedés
Három nagy pályaudvar működik a városban, a kölni pályaudvar, a repülőtéri pályaudvar és a Köln Messe/Deutz vasútállomás.
A kölni pályaudvar Németország vasútközlekedésének nyugati csomópontja. Több várossal van összeköttetésben:
- Trier (Eiffel-vonal)
- Aachen–Brüsszel–Párizs
- Mönchengladbach
- Neuss über Bergheim (Erftbahn)
- Dormagen–Neuss-Krefeld/Düsseldorf (bal Rajna-vonal)
- Düsseldorf–Ruhr-vidék (jobb Rajna-vonal)
- Wuppertal
- Bergisch Gladbach
- Marienheide (Aggertalbahn)
- Siegen
- Frankfurt am Main (Köln–Frankfurt nagysebességű vasútvonal)
- Troisdorf–Neuwied–Koblenz (jobb Rajna-vonal)
- Bonn–Koblenz–Mainz (bal Rajna-vonal)

### Közúti közlekedés

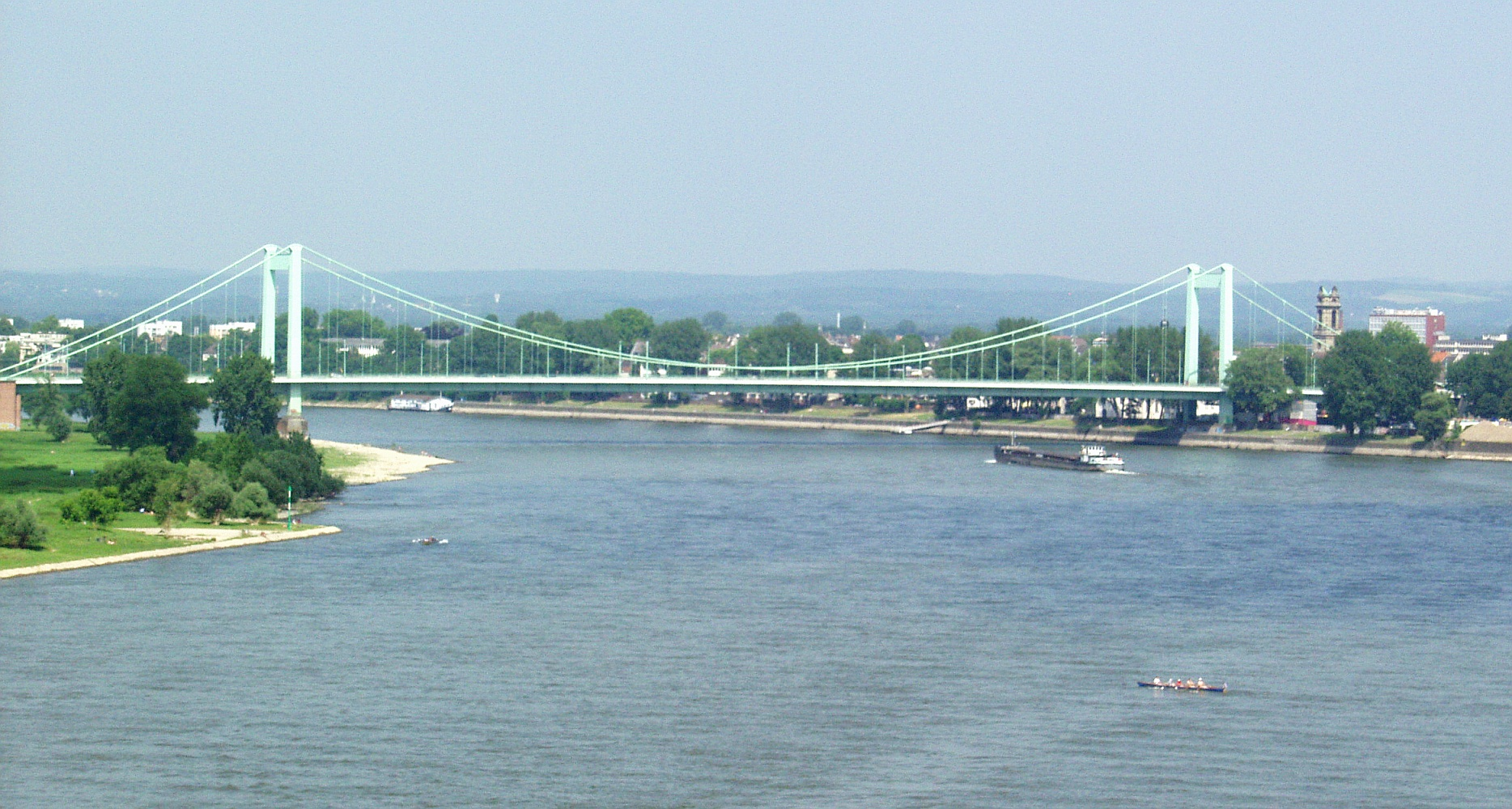
Mülheimer Brücke

A város közlekedési csomópont; itt találkozik a A3-as és az A4-es autópálya. A város nyugati és északi részén fut az A1-es autópálya. Köln körül egy körgyűrű van, amit Kölner Ringnek neveznek.
Köln déli részén fut az A59-es autópálya, amely a reptér érintésével Bonnba vezet. Az A57-es autópálya Köln város központjától Neuss és Krefeld érintésével Hollandiáig vezet.

## Oktatás
Köln fontos egyetemi város. A Kölni Egyetem (Universität zu Köln) Európa egyik legrégebbi egyeteme: 1388-ban alapították, ezzel a Német-római Birodalomban csak Prága, Bécs és Heidelberg előzte meg. 1798-ban a franciák bezárták, és csak 1919-ben nyitotta meg újra kapuit.
Napjainkban 43 000 hallgatójával az egyik legnagyobb egyetem Németországban, és főként a gazdasági képzései elismertek. Hét karán mintegy 200 tudományágat oktatnak. Működtetője Észak-Rajna-Vesztfália szövetségi tartomány.

## Kultúra
1926-ban Kölnben mutatták be Bartók Béla A csodálatos mandarin című balettjét.
2005-ben Kölnben tartották a katolikus XX. Ifjúsági Világtalálkozót, amely XVI. Benedek pápa első külföldi útja volt.

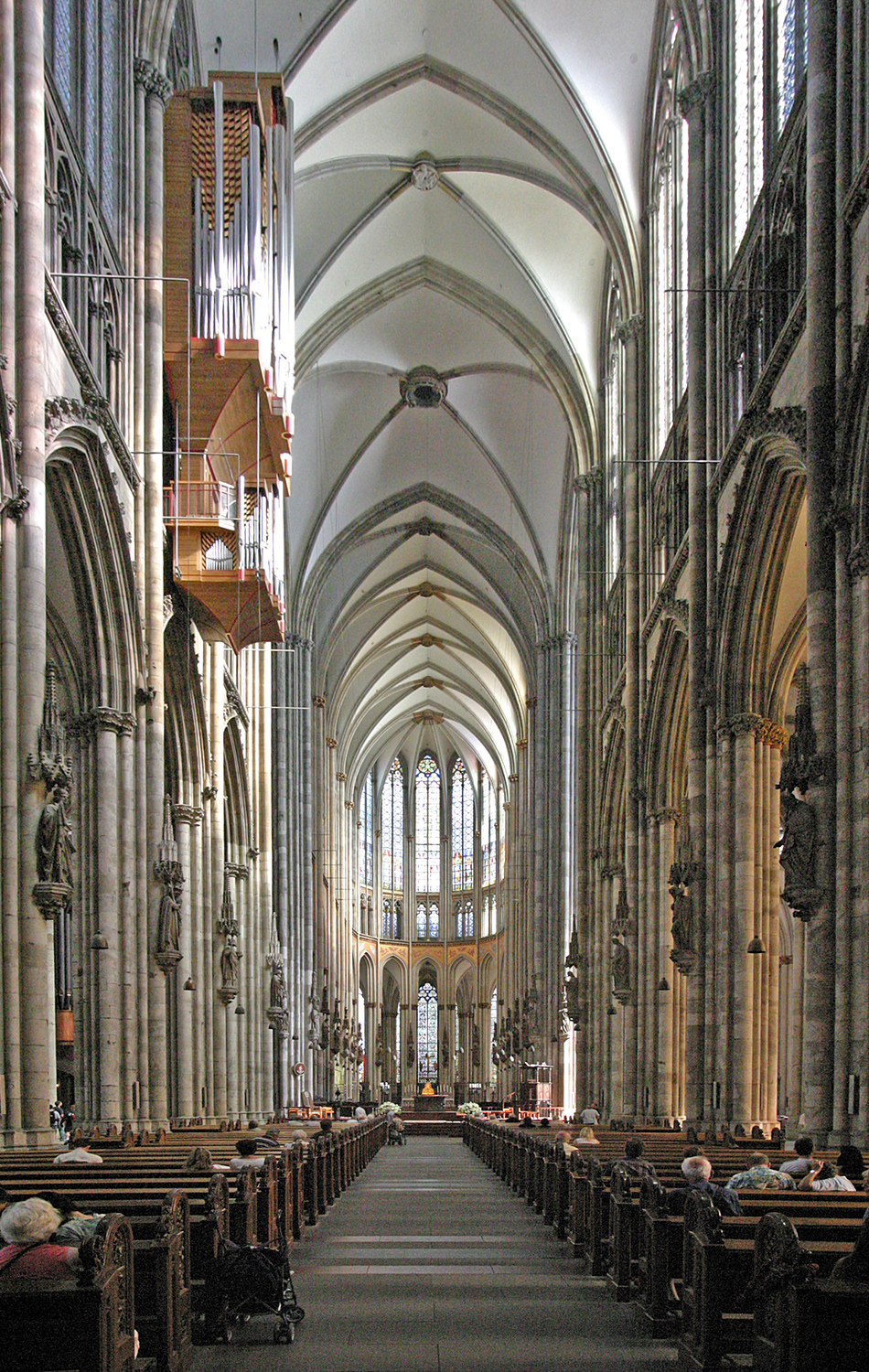
A kölni dóm belseje

A középkorban Köln fontos keresztény és fejedelmi központ volt. A kölni dóm a legnagyobb gótikus templom Észak-Európában. 1996-ban a világörökség része lett. Köln a második világháború alatt súlyosan megsérült, de a háború után teljesen újjáépítették. Ma számtalan galéria, színház, mozi található benne.
2014-ben Kölnben tartották a 17. Fiatal Zenészek Eurovízióját.

### Színházak
Köln színházai: a Kölni Színház és a Kölni Opera. További ismert színházak: Arkadaş Theater, Artheater, Atelier-Theater, Solana Theater, Casamax-Theater, Cassiopeia Theater, Comedia, Drama Köln, Freies Werkstatt-Theater, Gloria-Theater, Hänneschen-Theater (a város bábszínháza), Horizont-Theater, Kölner Künstler-Theater, Klüngelpütz Kabarett-Theater, Musical Dome, Piccolo-Theater, Puppentheater Lapislazuli, Senftöpfchen-Theater, Studiobühne Köln, Theater am Dom, Theater am Sachsenring, Der Keller-színház, Theater im Bauturm, Theater im Hof, Theater Tiefrot, Theaterhaus Köln és Millowitsch-Theater.

## Nevezetességei
Köln főbb nevezetességei:

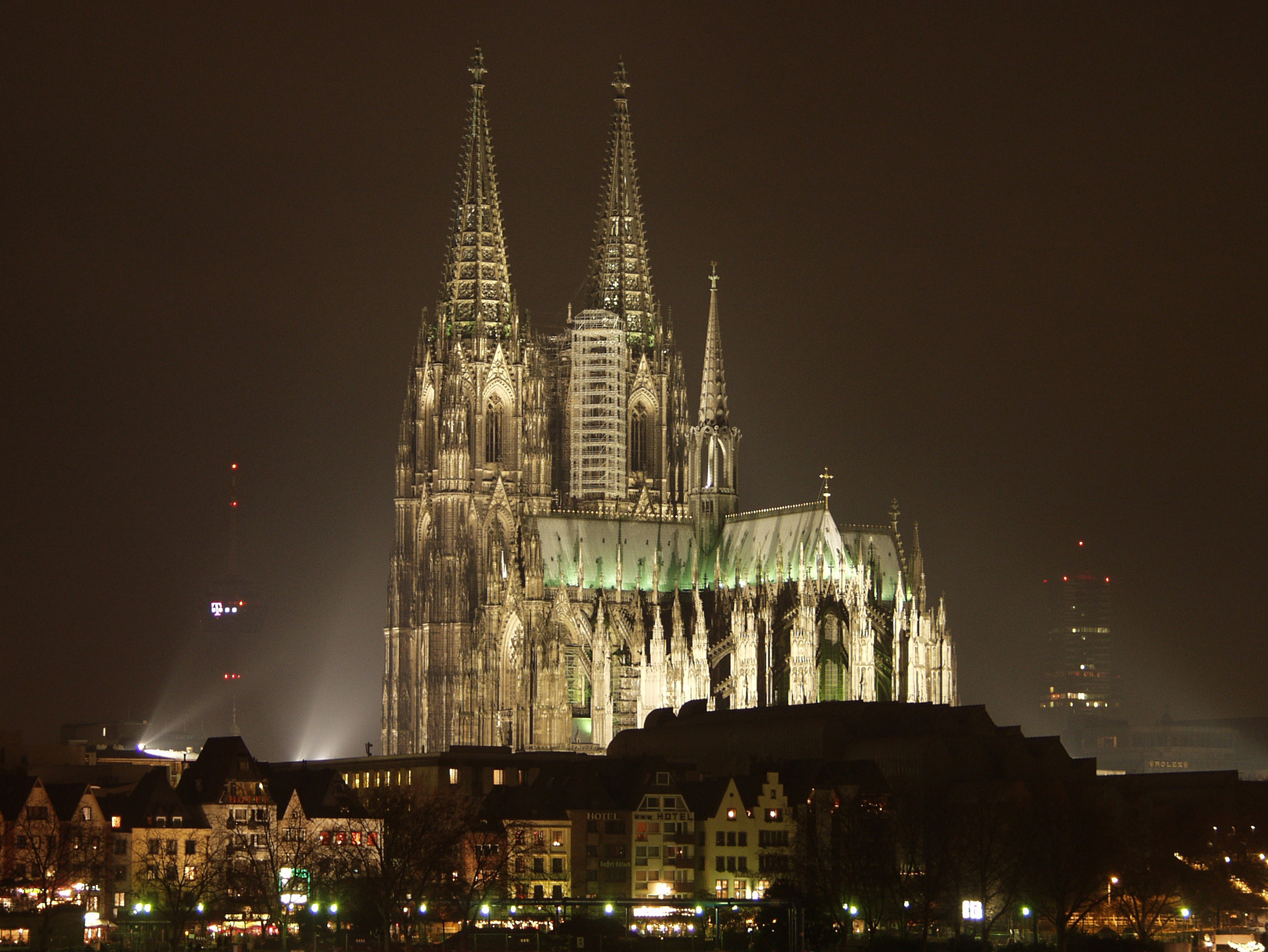
A kölni dóm

- A kölni dóm: a város szimbóluma a gótikus székesegyház; a világörökség része. 1248-tól 1880-ig épült.

- Román stílusú templomok: tizenkét román stílusú templom, némelyik a késő római korból származik (például a Lyskircheni Szűz Mária-templom, Szent Gereon-templom); a II. világháború után újjá kellett építeni őket, mivel az angolszász bombázók katonai célpontnak nézték a kegyhelyeket is.

- Gótikus templomok: a híres katedrális mellett több kisebb gótikus templom is működik a városban; Szent András-templom (Köln).

## Média
A Nyugatnémet Rádió és Televízió székhelye a városban van, 3500 munkatárssal. Itt található a Deutschlandfunk központja is. A Deutsche Welle 2003-ig Kölnben székelt, majd átköltözött Bonnba. A város helyi rádiója a Radio Köln.
Az RTL Csoporthoz tartozó RTL, Super RTL, VOX és n-tv a kölni belvárosban alakította ki központját. 2005 októbere óta itt működik a Center TV. Az RTL Cobra 11 tévésorozata a városban és környékén játszódik, a dóm minden részben látszik.
Az EMI Music Germany 2000 augusztusában Braunsfeldben hozta létre székhelyét.
Köln legfontosabb újságjai a Kölnische Rundschau és a Kölner Stadt-Anzeiger. A város legnagyobb bulvárlapja az Express. A Capital és az Impulse gazdasági lapokat is Kölnben nyomtatják.

## Híres kölniek
- Agrippa von Nettesheim

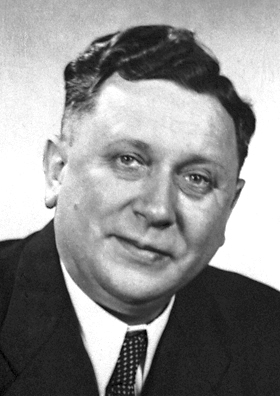
Kurt Alder

- Konrad Adenauer, Köln polgármestere és szövetségi kancellár
- Kurt Alder, Nobel-díjas vegyész
- Heinrich Böll, Nobel-díjas író
- Max Bruch, zeneszerző
- Carl Bosch, Nobel-díjas vegyész
- Karthauzi Szent Brúnó, a karthauzi rend alapítója
- Jacques Offenbach, zeneszerző
- Angela Gossow, énekesnő, az Arch Enemy volt tagja

## Kölni sörök
A kölni sör (Kölsch) egy világos, felső erjesztésű sör, átlagos szesztartalma 4,9%. A kölni sörkészítés hosszú hagyományra épül, eredete 873-ig nyúlik vissza. A mai formájában körülbelül 100 éve gyártják. (Kölschnek nevezik a német nyelv helyi dialektusát is.)

## Testvérvárosai
Testvérvárosok betűrendben, a kapcsolat létrejöttének évével:
| - Liverpool, Nagy-Britannia, 1952 - Esch-sur-Alzette, Luxemburg, 1958 - Lille, Franciaország, 1958 - Liège, Belgium, 1958 - Rotterdam, Hollandia, 1958 - Torino, Olaszország, 1958 - Kiotó, Japán, 1963 - Tunisz, Tunézia, 1964 - Turku, Finnország, 1967 - Neukölln (Berlin), Németország, 1967 - Kolozsvár, Románia, 1976 - Tel-Aviv, Izrael, 1979 | - Barcelona, Spanyolország, 1984 - Peking, Kína, 1987 - Szaloniki, Görögország, 1988 - Cork, Írország, 1988 - Corinto/El Realejo, Nicaragua, 1988 - Indianapolis, Egyesült Államok, 1988 - Volgográd, Oroszország, 1988 - Treptow-Köpenick (Berlin), Németország, 1990 - Katowice, Lengyelország, 1991 - Betlehem, Palesztina, 1996 - Isztambul, Törökország, 1997 - Rio de Janeiro, Brazília, 2011 |